# Migliori prestazioni statunitensi nel salto con l'asta

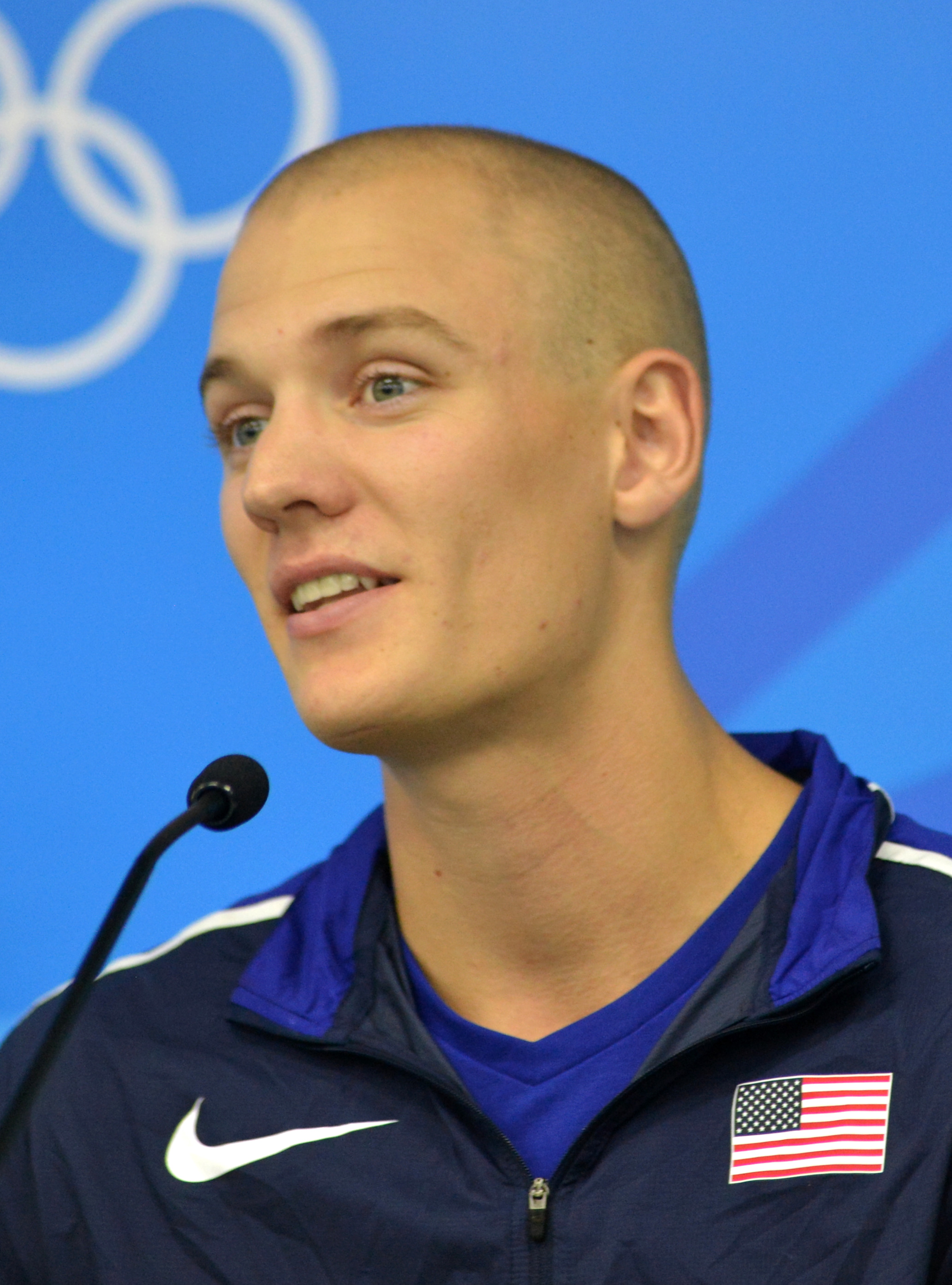
Sam Kendricks, primatista statunitense di salto con l'asta outdoor

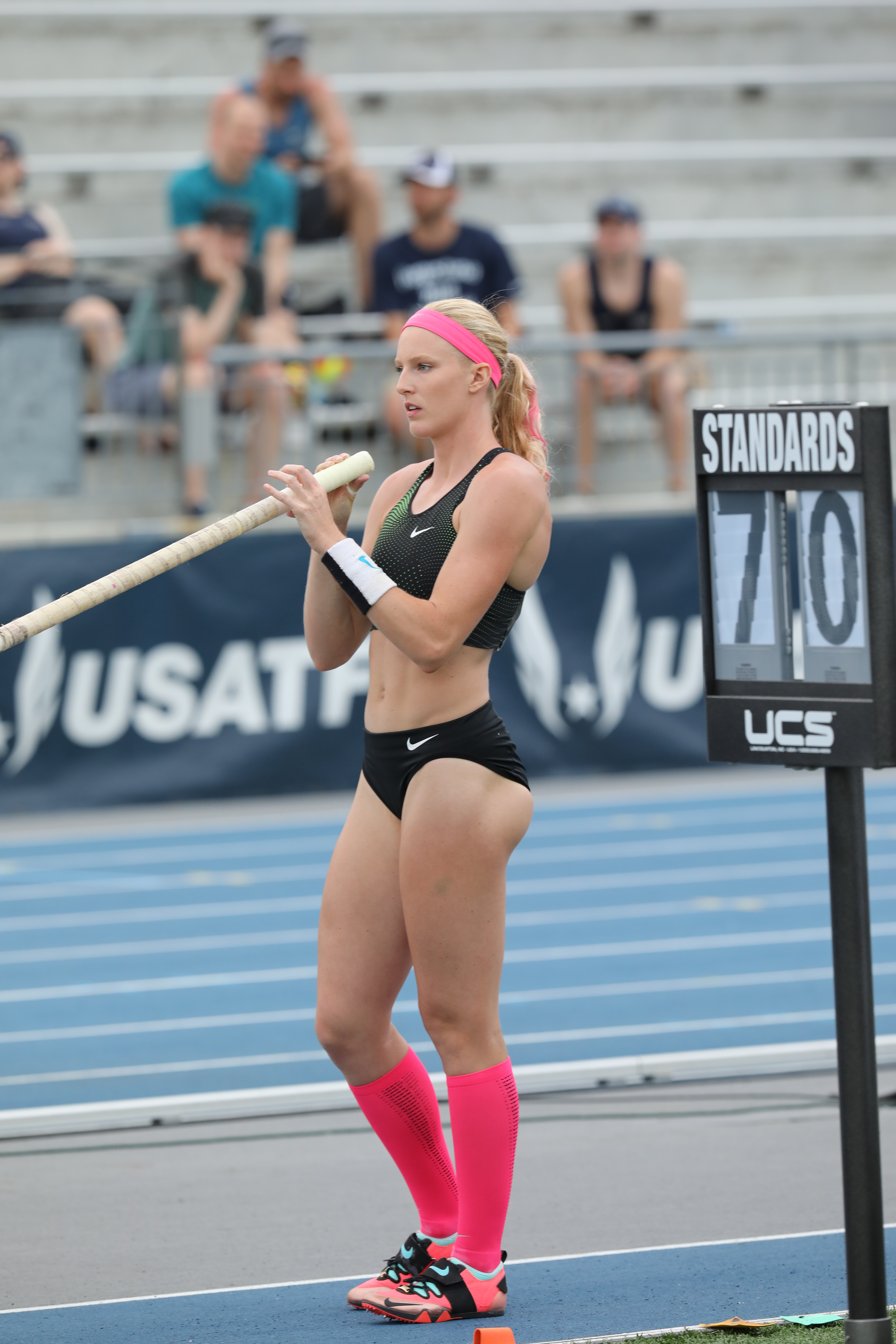
Sandi Morris, detentrice del record nazionale outdoor

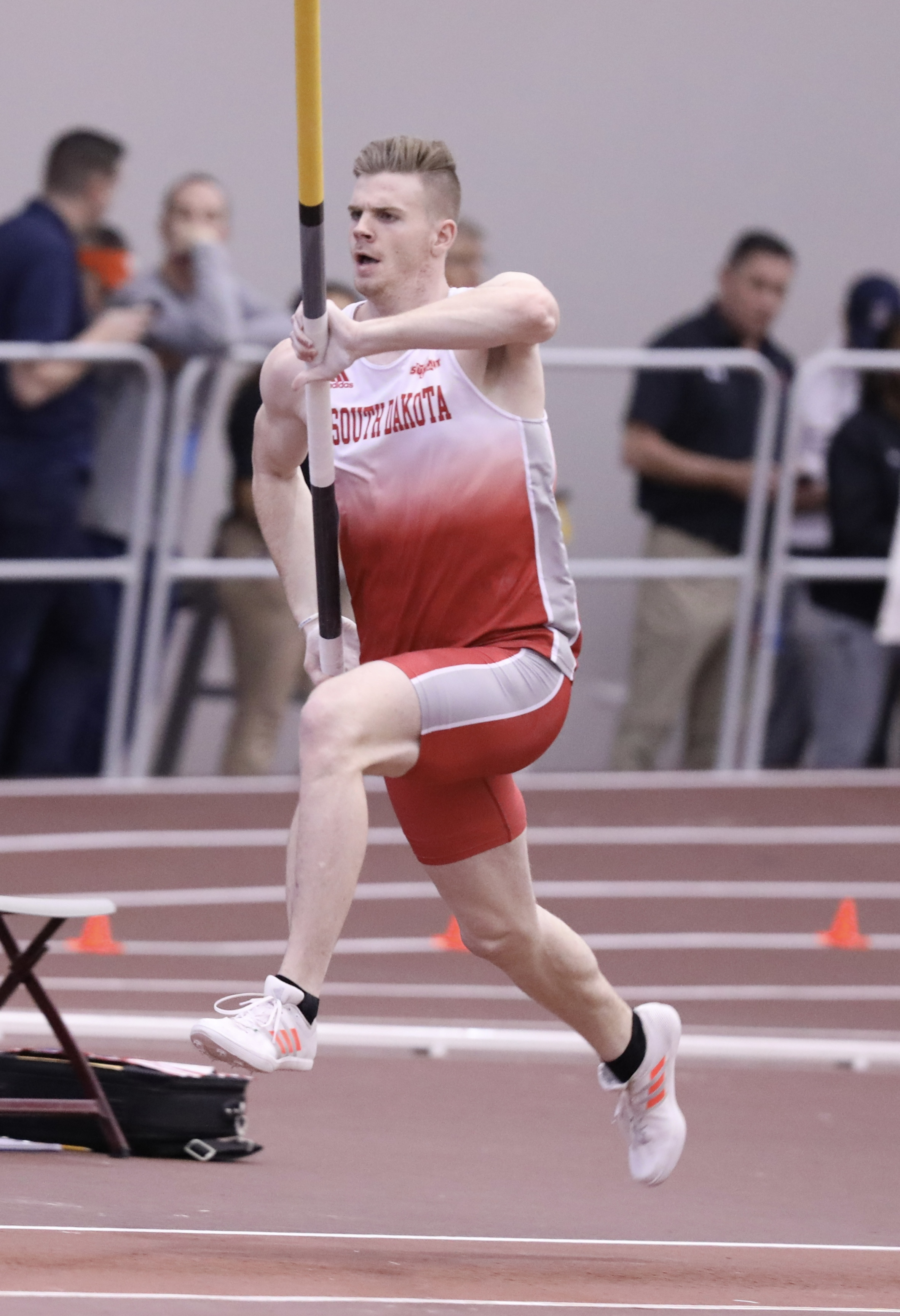
Chris Nilsen, primatista statunitense indoor della specialità

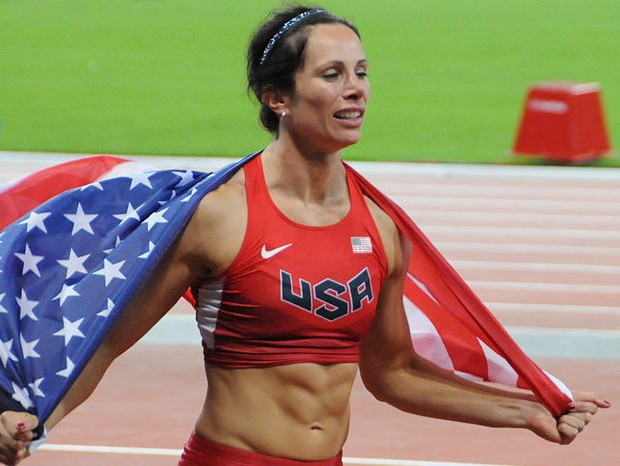
Jennifer Suhr, detentrice della miglior prestazione nazionale indoor

La lista delle migliori prestazioni statunitensi nel salto con l'asta raccoglie i migliori risultati di tutti i tempi degli atleti statunitensi nella specialità del salto con l'asta.

## Maschili outdoor
Statistiche aggiornate al 6 maggio 2022.
|     | Misura | Atleta           | Luogo       | Data              |
| --- | ------ | ---------------- | ----------- | ----------------- |
| 1.  | 6,06 m | Sam Kendricks    | Des Moines  | 27 luglio 2019    |
| 2.  | 6,04 m | Brad Walker      | Eugene      | 8 giugno 2008     |
| 3.  | 6,03 m | Jeff Hartwig     | Jonesboro   | 14 giugno 2000    |
| 4.  | 6,01 m | Tim Mack         | Monaco      | 18 settembre 2004 |
| 5.  | 6,00 m | Toby Stevenson   | Modesto     | 8 maggio 2004     |
| 5.  | 6,00 m | Chris Nilsen     | Sioux Falls | 6 maggio 2022     |
| 7.  | 5,98 m | Lawrence Johnson | Knoxville   | 25 maggio 1996    |
| 8.  | 5,97 m | Scott Huffman    | Knoxville   | 18 giugno 1994    |
| 9.  | 5,96 m | Joe Dial         | Norman      | 18 giugno 1987    |
| 10. | 5,92 m | Dean Starkey     | San Paolo   | 21 maggio 1994    |

## Femminili outdoor
Statistiche aggiornate all'11 gennaio 2022.
|     | Misura | Atleta                | Luogo       | Data             |
| --- | ------ | --------------------- | ----------- | ---------------- |
| 1.  | 5,00 m | Sandi Morris          | Bruxelles   | 9 settembre 2016 |
| 2.  | 4,95 m | Katie Nageotte        | Eugene      | 26 giugno 2021   |
| 3.  | 4,93 m | Jennifer Suhr         | Austin      | 14 aprile 2018   |
| 4.  | 4,83 m | Stacy Dragila         | Ostrava     | 8 giugno 2004    |
| 5.  | 4,73 m | Chelsea Johnson       | Los Gatos   | 26 giugno 2008   |
| 5.  | 4,73 m | Olivia Gruver         | Palo Alto   | 29 marzo 2019    |
| 7.  | 4,72 m | Jillian Schwartz      | Jonesboro   | 15 giugno 2008   |
| 8.  | 4,71 m | Demi Payne            | Hammond     | 8 maggio 2015    |
| 8.  | 4,71 m | Bridget Guy           | Knoxville   | 1º maggio 2021   |
| 10. | 4,70 m | Mary Saxer            | Chula Vista | 6 giugno 2013    |
| 10. | 4,70 m | Kylie Hutson          | Terre Haute | 15 giugno 2013   |
| 10. | 4,70 m | Kristen Brown         | Chula Vista | 26 giugno 2016   |
| 10. | 4,70 m | Lexi Jacobus          | Eugene      | 10 luglio 2016   |
| 10. | 4,70 m | Emily Grove           | Omaha       | 1º agosto 2019   |
| 10. | 4,70 m | Morgann LeLeux Romero | Eugene      | 26 giugno 2021   |

## Maschili indoor
Statistiche aggiornate al 5 marzo 2022.
|     | Misura | Atleta           | Luogo           | Data             |
| --- | ------ | ---------------- | --------------- | ---------------- |
| 1.  | 6,05 m | Chris Nilsen     | Rouen           | 5 marzo 2022     |
| 2.  | 6,02 m | Jeff Hartwig     | Sindelfingen    | 10 marzo 2002    |
| 3.  | 6,01 m | Sam Kendricks    | Rouen           | 8 febbraio 2020  |
| 4.  | 6,00 m | KC Lightfoot     | Lubbock         | 13 febbraio 2021 |
| 5.  | 5,96 m | Lawrence Johnson | Atlanta         | 3 marzo 2001     |
| 6.  | 5,93 m | Billy Olson      | East Rutherford | 8 febbraio 1986  |
| 6.  | 5,93 m | Tye Harvey       | Atlanta         | 3 marzo 2001     |
| 8.  | 5,91 m | Joe Dial         | Columbia        | 1º febbraio 1986 |
| 9.  | 5,88 m | Andrew Irwin     | Fayetteville    | 8 febbraio 2019  |
| 10. | 5,86 m | Earl Bell        | Portland        | 24 gennaio 1987  |
| 10. | 5,86 m | Brad Walker      | Albuquerque     | 26 febbraio 2012 |

## Femminili indoor
Statistiche aggiornate all'11 gennaio 2022.
|    | Misura | Atleta                | Luogo        | Data             |
| -- | ------ | --------------------- | ------------ | ---------------- |
| 1. | 5,03 m | Jennifer Suhr         | Brockport    | 30 gennaio 2016  |
| 2. | 4,95 m | Sandi Morris          | Portland     | 12 marzo 2016    |
| 3. | 4,94 m | Katie Nageotte        | Marietta     | 11 giugno 2021   |
| 4. | 4,90 m | Demi Payne            | New York     | 20 febbraio 2016 |
| 5. | 4,81 m | Stacy Dragila         | Budapest     | 6 marzo 2004     |
| 6. | 4,78 m | Olivia Gruver         | Fayetteville | 7 febbraio 2021  |
| 7. | 4,75 m | Kylie Hutson          | Albuquerque  | 2 marzo 2013     |
| 8. | 4,71 m | Mary Saxer            | Albuquerque  | 23 febbraio 2014 |
| 9. | 4,70 m | Morgann LeLeux Romero | Baton Rouge  | 21 febbraio 2020 |
| 9. | 4,70 m | Bridget Guy           | Blacksburg   | 6 febbraio 2021  |